# Strade regionali del Piemonte
Questo è un elenco delle 21 ex strade statali presenti sul territorio del Piemonte, divenute nel 2001 strade regionali in seguito al decreto legislativo n. 112 del 1998, e divenute infine nel 2008 strade provinciali con la legge regionale Piemonte 6 agosto 2007 n. 18 (BUR 9/8/2007 n. 32) e la conseguente soppressione dell'ARES (Agenzia regionale strade) di cui facevano parte. Seguendo i DPCM del 21 novembre 2019, la parte più grande delle queste strade almeno parzialmente sono riclassificate come strade statali e tornate in gestione di ANAS.
SR 1 - SR 99
- Padana Inferiore — Dal 2021 è classificata come strada statale
- Padana Superiore — Dal 2021 parzialmente è classificata come strada statale (senza il tratto nella provincia di Vercelli)
- del Colle di Tenda e di Valle Roja — Dal 2021 parzialmente è classificata come strada statale (senza il tratto nel centro abitato di Torino)
- del Colle di Sestriere
- del Colle di Cadibona
- del Colle di Cadibona
- di Val Bormida — Dal 2021 è classificata come strada statale
- del Monferrato — Dal 2021 parzialmente è classificata come strada statale
- dei Giovi — Dal 2021 è classificata come strada statale

SR 100 - SR 199
- Biellese — Dal 2021 parzialmente è classificata come strada statale
- Vercellese

SR 200 - SR 299
- della Lomellina — Dal 2021 è classificata come strada statale
- del Lago d'Orta — Dal 2021 è classificata come strada statale
- di Massazza — Dal 2021 parzialmente è classificata come strada statale
- Panoramica Zegna — Dal 2021 parzialmente è classificata come strada statale

SR 400 - SR 499
- di Pontestura
- di Moncalvo — Dal 2021 è classificata come strada statale
- Vigevanese — Dal 2021 è classificata come strada statale

SR 500 - SR 599
- di Macugnaga — Dal 2021 è classificata come strada statale
- dei Laghi di Avigliana — Dal 2021 parzialmente è classificata come strada statale

## Classificazione da parte delle province
Le classificazioni di seguito riportate sono reperite o dalla segnaletica effettivamente installata o da elenchi presenti nei siti web delle province. In quest'ultimo caso la segnaletica potrebbe essere non aggiornata o diversa da quanto riportato nei siti web delle province.
Nella Città metropolitana di Torino le ex strade statali trasferite dal demanio regionale a quello provinciale sono state classificate come strade di I categoria e quindi come SSP (ad es. SSP 24) e non come SR. La provincia di Cuneo ha mantenuto la numerazione delle strade statali cambiando la sigla in SP, tuttavia per alcune strade ha aggiunto una cifra poiché la numerazione era già usata per altre strade provinciali mentre solo 3 strade, pur gestite dalla omonima provincia, sono indicate dalla sigla SR, infine due strade ex statali indicate in origine come dir e bis sono state indicate da un nuovo numero progressivo e dalla sigla SP. La provincia di Alessandria ha mantenuto la numerazione delle ex strade statali cambiando la sigla in SP, tuttavia alcune di esse hanno perso il suffisso dir o var. La provincia di Novara e la provincia del Verbano Cusio Ossola hanno mantenuto la numerazione cambiandone solo la sigla in SP e, solo in alcuni casi, è stata cambiata totalmente la denominazione originaria. In provincia di Vercelli le ex statali hanno mantenuto la numerazione e hanno preso la sigla SP. Nei due casi di conflitto con numerazioni esistenti (SP 11 e SP 31) le vecchie provinciali 11 e 31 hanno assunto una nuova numerazione.
Non è nota la classificazione delle ex statali nella provincia di Asti e nella provincia di Biella.